# Ángel Carrascosa Muñoz
Ángel Carrascosa Muñoz (Tomelloso, Ciudad Real, 1 de abril de 1990) más conocido como Carrascosa es un futbolista español que juega en la demarcación de delantero para el Club Deportivo Honduras Progreso de la Liga Nacional de Honduras.

## Trayectoria
Carrascosa nacido en Tomelloso, es un delantero formado en las categorías inferiores del Valencia CF y del Villarreal CF, antes de ingresar en el Club Deportivo Toledo, para formar parte en la temporada 2009-10 del Club Deportivo Toledo "B" en la Primera Autonómica Preferente de Castilla-La Mancha.
En las temporadas siguientes jugaría en equipos de Castilla-La Mancha como el Manzanares Club de Fútbol de Tercera División de España y en la temporada 2011-12 en las filas del Club Deportivo Puertollano de la Segunda División B de España, donde jugó 20 partidos y anotó un gol.
En julio de 2012, firma por dos temporadas por el Naft Maysan de la Liga Premier de Irak.
En la temporada 2014-15, firma por el Stallion FC de la Philippines Football League.
En enero de 2015, firma por el Al-Oruba SC de la Liga Profesional de Omán, con el que se proclamó campeón de liga y copa.
En julio de 2015, se compromete por tres temporadas con el Club Valencia de la Liga Premier de Maldivas.
En la temporada 2018-19, firma por el Victory SC de la Liga Premier de Maldivas.
En enero de 2019, firma por el Boeung Ket Football Club de la Liga C de Camboya.
En enero de 2021, regresa a Maldivas para jugar en el Green Streets de la Liga Premier de Maldivas.
En mayo de 2022, firma por el Club Eagles de la Liga Premier de Maldivas.
En julio de 2022, firma por el Club Deportivo Honduras Progreso de la Liga Nacional de Honduras.

## Clubes
| Club                             | País      | Año             |
| -------------------------------- | --------- | --------------- |
| Club Deportivo Toledo "B"        | España    | 2009-2010       |
| Manzanares Club de Fútbol        | España    | 2010-2011       |
| Club Deportivo Puertollano       | España    | 2011-2012       |
| Naft Maysan                      | Irak      | 2012-2014       |
| Stallion FC                      | Filipinas | 2014            |
| Al-Oruba SC                      | Omán      | 2015            |
| Club Valencia                    | Maldivas  | 2015-2018       |
| Victory SC                       | Maldivas  | 2018            |
| Boeung Ket Football Club         | Camboya   | 2019-2021       |
| Green Streets                    | Maldivas  | 2021-2022       |
| Club Eagles                      | Maldivas  | 2022            |
| Club Deportivo Honduras Progreso | Honduras  | 2022-Actualidad |